# Тиранны-крошки
Тиранны-крошки (лат. Phyllomyias) — род воробьиных птиц из семейства Тиранновые.

## Список видов
Международный союз орнитологов относит к роду 9 видов:
- Phyllomyias virescens (Temminck, 1824)
- Phyllomyias reiseri Hellmayr, 1905
- Phyllomyias urichi (Chapman, 1899)
- Phyllomyias sclateri Berlepsch, 1901
- Phyllomyias weedeni Herzog, Kessler & Balderrama, 2008
- Полосатый тиранн-крошка Phyllomyias fasciatus (Thunberg, 1822)
- Темноголовый тиранн-крошка Phyllomyias griseiceps (P. L. Sclater et Salvin, 1871)
- Phyllomyias plumbeiceps (Lawrence, 1869)
- Phyllomyias griseocapilla P. L. Sclater, 1862